# フランキー・ギャヴィン (ミュージシャン)
フランキー・ギャヴィン（Frankie Gavin、1956年 - ）は、アイルランド人のフィドル奏者である。

## 少年時代
フランキー・ギャヴィンは、1956年にゴールウェイ県コランダラ（Corrandulla）の音楽好きの家庭に生まれた。両親や兄弟姉妹はフィドルやアコーディオンを演奏しており、ギャヴィンも4歳からティン・ホイッスルを、後にフルートを始めた。彼はいくらか音楽の正式な訓練を受けてはいるが、フィドル演奏技術についてはほとんど独学によるものである。
1973年17歳の時、フラー・キョールの18歳未満のフィドル・フルート２部門で彼はオール・アイルランド・チャンピオンとなった。なお、この時フィドルの同部門の2位にリズ・キャロルがいる。

## ミュージシャンとしての経歴
1970年代初めにギャヴィンは 、ゴールウェイのセラ・バー（Cellar Bar）でアレック・フィン(en:Alec Finn、ブズーキおよびギター)、ミッキー・フィン(Mickey Finn、フィドル)、チャーリー・ピゴット(en:Charlie Piggott、バンジョー)、ジョニー・リンゴ・マクドナー(Johnnie (Ringo) McDonagh、バウロン)と共にミュージックセッションで演奏した。 
このセッションが元となって1974年に、彼はアレック・フィンと共にデ・ダナン（en:De Dannan）を結成した。
デ・ダナンが2003年に活動休止した時にギャヴィンは新しいグループ「フランキー・ギャヴィンと新生デ・ダナン」（Frankie Gavin and The New De Dannan）を結成し、これによってギャヴィンとフィンの間に激しいやりとりが生じだ。フィンによると、彼は 'デ・ダナン' の名称を登録したという。
ギャヴィンはアンディ・アーヴァイン（Andy Irvine）、ローリング・ストーンズ、エルヴィス・コステロ、ステファン・グラッペリ、フランキー・ゴーズ・トゥ・ハリウッドといった様々なジャンルのミュージシャンとライヴやレコーディングで共演してきており、その世評から2010年にはギネス世界記録の中で世界最速のフィドル奏者として登録された。
日本にも何度か来日しており、2015年にはイリアン・パイプス奏者パディ・キーナンおよびギター奏者城田じゅんじと共に結成したグループ「エアー・ジャパン」（Éire Japan） として各地で公演を行っている。

## 主要ディスコグラフィー
| ソロ - Up and Away (1995年) - Frankie Gavin (1997年) - Frankie Goes to Town (1999年) - Shamrocks & Holly: An Irish Christmas Celebration (1999年) - Fierce Traditional (2001年) アレック・フィンとの共演 - Frankie Gavin & Alec Finn (1977年) - Masters of Irish Music (2000年) アンディ・アーヴァインとの共演 - Rainy Sundays... Windy Dreams (1980年) エルヴィス・コステロとの共演 - Spike (1989年) ステファン・グラッペリとの共演 - Stéphane Grappelli in Concert with guest Frankie Gavin (1993年) DVD ローリング・ストーンズとの共演 - Voodoo Lounge (1994年) アーティ・マクグリン（en:Arty McGlynn）& エイダン・コフィ（en:Aidan Coffey）との共演 - Ireland (1997年) シャロン・シャノン（en:Sharon Shannon）との共演 - Tunes (2007年) ハイバーニアン・ラプソディー（Hibernian Rhapsody）として - The Full Score (2008年) リック・エッピング（en:Rick Epping） & ジム・フォーリー（Jim Foley）との共演 - Jiggin' the Blues (2008年) ポール・ブロック（en:Paul Brock）との共演 - Omos Do Joe Cooley: A Tribute to Joe Cooley (2009年) エアー・ジャパン（Éire Japan）として - Éire Japan (2015年) | デ・ダナンとして - De Danann (1975年) - The 3rd Irish Folk Festival In Concert (1976年) - Selected Jigs Reels and Songs (1977年) - The Mist Covered Mountain (1980年) - Star-Spangled Molly (1981年) (en:The De Dannan Collectionを参照) - Best of De Dannan (1981年) - Song For Ireland (1983年) - The Irish RM (1984年) - Anthem (1985年) - Ballroom (1987年) - A Jacket of Batteries (1988年) - Half Set in Harlem (1991年) - Hibernian Rhapsody (1995年) - De Dannan Collection (1997年) - How the West Was Won (1999年) - Welcome to the Hotel Connemara (2000年) - Jigs, Reels & Rock n' Roll (2012年) |